# Podivnější než ráj
Podivnější než ráj (Stranger Than Paradise) je nezávislý americký film z roku 1984, jehož režisérem byl Jim Jarmusch. Původně krátký film Nový svět (The New World, 30 minut) z roku 1982 Jarmusch přepracoval v celovečerní film.

## Děj
Film se skládá ze tří dějství a vypráví o Williem, který žije v Brooklynu, a jeho vztazích s dalšími dvěma hlavními postavami, sestřenicí Evou a kamarádem Eddiem.
V prvním dějství Williemu, nevrlému drobnému hazardnímu hráči a podvodníkovi maďarského původu, zavolá jeho teta Lotte z Clevelandu a oznámí mu, že očekávaná návštěva jeho sestřenice Evy, která přijede z Maďarska, aby u Lotte bydlela, se bude muset prodloužit na deset dní, protože Lotte je nečekaně v nemocnici. Willie dává najevo, že Evu u sebe nechce. Když Eva přijede, nařídí jí, aby mluvila spíše anglicky než maďarsky, protože Willie se silně identifikuje jako "Američan". Neochotně se začne těšit z její společnosti. Začne ji chránit a odrazovat od toho, aby chodila ven sama nebo mimo určité ulice. V jednu chvíli Eva iniciativně uklízí byt, který je dost špinavý. Když najde jeho vysavač, Willie se ji hravě snaží přesvědčit, že americký výraz pro vysávání je "dusit aligátora", ale Eva mu nevěří.
Navzdory rostoucí náklonnosti k Evě ji Willie odmítá brát na své výlety na dostihovou dráhu s Eddiem, svým dobromyslným přítelem a komplicem z houfu. Eddie se ho bezvýsledně snaží přesvědčit, aby Evu vzal s sebou. Willie a Eva se odpoledne dívají na fotbal a pozdě večer na sci-fi filmy. Jeho respekt k ní vzroste, když se z výletu vrátí s několika konzervami, televizní večeří "speciálně" pro něj a k jeho údivu i s krabičkou cigaret, vše získané bez peněz. Usměje se, podá jí ruku a řekne jí: "Myslím, že jsi v pořádku, dítě."
Eva, chytrá, hezká a nenápadná, ráda hraje svou oblíbenou píseň "I Put a Spell on You" od Screamin' Jay Hawkinse, kterou Willie nemá rád. Koupí jí šaty, které se jí nelíbí. V tomto okamžiku je zřejmé, že Willie k Evě přilnul. Když uplyne deset dní, Eva odchází a Willie je zjevně rozrušený, že ji vidí odcházet. Eddie, který jde Willieho navštívit, ji vidí, jak na ulici odhazuje šaty, ale Williemu to neřekne.
Druhé dějství začíná o rok později a začíná tím, že Willie a Eddie vyhrají velkou částku peněz podvodem v pokeru. Willie se ptá Eddieho, jestli si chce půjčit auto jeho švagra, a říká mu: "Chci se odtud jen dostat, vidět něco jiného, víš?" Ve skutečnosti chce jet do Clevelandu za Evou.
Je polovina zimy. Když přijedou do Clevelandu, zastaví se u Lotte doma a pak jdou překvapit Evu v její práci v místní restauraci s rychlým občerstvením, kde je nadšená a ráda je vidí. Brzy se však nudí stejně jako v New Yorku. Čas si krátí hraním karet s Lotte a návštěvou kina s Evou a jejím budoucím přítelem. Jdou na molo na zamrzlém zasněženém břehu jezera, aby se pokochali výhledem. Na nátlak Eddieho se Willie nakonec rozhodne vrátit do New Yorku. Když se loučí, Eva žertem navrhne, že pokud na dostihové dráze vyhrají velkou sumu, měli by ji "unést". Willie odpoví, že by ji vzali někam do tepla, protože "tohle místo je hrozné".
Závěrečné dějství začíná tím, že Willie cestou zpět do New Yorku navrhne Eddiemu, aby raději jeli na Floridu. Pak navrhne, aby se otočili a vyzvedli Evu – což k Lottinu zjevnému zděšení udělají. Všichni tři dorazí na Floridu a najdou si pokoj v motelu. Druhý den ráno muži nechají Evu spát v pokoji. Eva, která se probudí sama a bez jídla a peněz, bloudí venku ve větrném bezútěšném zamračeném odpoledni na pláži, která se nezdá o moc lákavější než větrná bezútěšná scéna zasněženého Erijského jezera v Clevelandu, odkud utekli. Když se Willie a Eddie vrátí, Evina rozmrzelost se změní ve zděšení, když rozrušená dvojice prozradí, že většinu peněz prohráli na psích dostizích. Vydají se na procházku po pláži, aby vymysleli, co dál. Willie je na Eddieho očividně naštvaný, protože psí závody byly jeho nápad.
Willie a Eddie se rozhodnou jít ven a vsadit poslední peníze na koňské dostihy. Willie stále odmítá pustit Evu, aby přišla, a tak jde na pláž na procházku v nádherném slamáku se širokou krempou, který právě dostala z obchodu se suvenýry. Drogový dealer si ji splete s kurýrem, na kterého čekal, a dá jí obálku s velkou sumou peněz, přičemž jí a jejímu domnělému šéfovi nadává. Vrátí se do motelu, nechá nějaké peníze pro Willieho a Eddieho a napíše jim vzkaz, že jede na letiště. Willie a Eddie, kteří vyhráli na koňských dostizích a vypili většinu láhve whisky, se vracejí do motelu, aby zjistili, že Evu je pryč. Willie si přečte její vzkaz a jdou na letiště, aby ji zastavili. Eva probírá s agentem letenek své možnosti letu do Evropy a agent se zmíní, že za 44 minut odlétá letadlo do její domovské Budapešti. Eva je nerozhodná.
Když Willie a Eddie dorazí na letiště, Willie v domnění, že Eva nastoupila do budapešťského letu, koupí letenku, plánuje nastoupit do letadla a přesvědčit Evu, aby zůstala. V předposledním záběru stojí Eddie venku, sleduje, jak letadlo letí nad hlavou, a naříká, že Willie zřejmě nebyl schopen vystoupit z letadla a že Willie i Eva míří do Budapešti. V posledním záběru vidíme Evu, jak se vrací do prázdného motelového pokoje, vypadá unaveně a zmateně a hraje si se slaměným kloboukem.

## Obsazení
| John Lurie    | Willie     |
| Eszter Balint | Eva        |
| Richard Edson | Eddie      |
| Cecilia Stark | teta Lotte |

## Hudba
Ve filmu je vedle hudby Johna Lurie použita Hudba pro dvě violy (Music for Two Violas) od Aarona Pichta v podání The Paradise Quartet a píseň I Put a Spell on You v podání Screamin' Jay Hawkinse.

## Ocenění filmu
- Zlatá kamera za nejlepší debut – Filmový festival v Cannes, 1984
- Zlatý leopard a zvláštní uznání Ekumenické poroty – Mezinárodní filmový festival v Locarnu, 1984
- Cena společnosti KFN, Mezinárodní filmový festival v Rotterdamu, 1984
- Cena Národní společnosti filmových kritiků (National Society of Film Critics Award) za nejlepší film, USA, 1985
- Zvláštní cena poroty na Filmovém festivalu Spojených států, 1985
- Cena Kinema Džunpó (Kinema Junpo Award, キネマ旬報), za nejlepší cizojazyčný film, Tokio, 1987